# Medovina, Tărgoviște
Medovina (în bulgară Медовина) este un sat în comuna Popovo, regiunea Tărgoviște,  Bulgaria. 

## Demografie
Componența etnică a satului Medovina
     Bulgari (47,83%)
     Turci (24,12%)
     Nicio identificare (28,03%)
     Altele (0%)
La recensământul din 2011, populația satului Medovina era de 717 locuitori. Nu există o etnie majoritară, locuitorii fiind bulgari (47,83%) și turci (24,12%). Pentru 28,03% din locuitori nu este cunoscută apartenența etnică.